# 新羅德奇齊
50°14′34″N 26°17′6″E / 50.24278°N 26.28500°E
新羅德奇齊（烏克蘭語：Новородчиці），是烏克蘭西北部的村莊，隸屬里夫內州的里夫內區。該村始建於1470年，面積1.05平方公里，海拔高度226米，2001年人口306。